# Popis hrvatskih umjetnica
Ovo je popis umjetnica rođenih u Hrvatskoj ili čija su umjetnička djela usko povezana s tom zemljom.

## B
- Dorotea Bagarić, slikarica
- Jolanda Ballarin (1908. – 1977.), slikarica
- Koraljka Beker (rođena 1965.), slikarica
- Nataša Beuk, slikarica
- Neda Miranda Blažević-Krietzman, slikarica i kiparica
- Zoe Borelli Vranski (1888. – 1980.), slikarica
- Ana Marija Botteri (rođena 1971.), slikarica
- Truda Braun-Šaban (1909. – 1948.)
- Sonja Briski Uzelac (rođena 1946.), slikarica
- Helena Bulaja (rođena 1971.)

## D
- Vera Dajht-Kralj (1928. – 2014.), kiparica
- Ljubica Dragojević Buble (rođena 1960.), slikarica
- Alma Dujmović (rođena 1958.)
- Cata Dujšin-Ribar (1897. – 1994.), slikarica

## E
- Marta Ehrlich (1910. – 1980.), slikarica

## F
- Jadranka Fatur (rođena 1949.), slikarica
- Eva Fischer (1920. – 2015.), slikarica
- Vera Fischer (1925. – 2009.), kiparica
- Kristina Fontana Dujmić (rođena 1968.), slikarica i kiparica
- Branka Frangeš Hegedušić (1906. – 1985.), slikarica
- Ingeborg Fülepp (rođena 1952.)

## G
- Karin Grenc (rođena 1971.), grafička dizajnerica i slikarica

## H
- Ana Horvat (rođena 1989.), kiparica
- Đurđica Horvat (rođena 1961.), kiparica

## I
- Sanja Iveković (rođena 1949.)

## J
- Ljubica Josipović (rođena 1956.), slikarica
- Ivona Jurić, slikarica

## K
- Alana Kajfež (rođena 1990.), kiparica
- Ksenija Kantoci (1909. – 1995.), kiparica
- Nives Kavurić-Kurtović (1938. – 2016.), slikarica
- Ljiljana Llilli Koci (rođena 1967.), slikarica i kiparica
- Oja Kodar (rođena 1941.), kiparica
- Enca Kovačević (rođena 1953.), slikarica
- Živa Kraus (rođena 1945.), slikarica
- Anka Krizmanić (1896. – 1987.), slikarica
- Josipa Križanović (rođena 1963.), slikarica
- Andreja Kulunčić (rođena 1968.)
- Jacinta Kunić, slikarica

## L
- Lidija Laforest (1926. – 2016.), slikarica

## M
- Rada Marković (rođena 1960.)
- Jagoda Marović Sinti (rođena 1937.), slikarica
- Božena Martinčević (1939. – 2020.)
- Zvjezdana Mihalke (rođena 1968.), slikarica
- Lajla Mišur Volarević (rođena 1950.), slikarica
- Tina Morpurgo (1907. – 1944.), slikarica

## N
- Sofija Naletilić Penavuša (1913. – 1994.), kiparica
- Sandra Nejašmić (rođena 1970.), kiparica
- Nevenka Nekić (rođena 1942.), slikarica
- Vera Nikolić Podrinska (1886. – 1972.), slikarica
- Dragana Nuić Vučković (rođena 1965.), slikarica

## Nj
- Ljerka Njerš (rođena 1937.), slikarica i kiparica

## O
- Ankica Oprešnik (1919. – 2005.), slikarica
- Alma Orlić (rođena 1937.), slikarica

## P
- Danijela Pal Bučan (rođena 1970.), slikarica
- Jelena Petric (rođena 1988.), slikarica
- Marijana Petrović Mikulić (rođena 1976.), slikarica i pjesnikinja
- Zdenka Pexidr-Srića (1886. – 1972.), slikarica
- Irena Podvorac (rođena 1977.)
- Tatjana Politeo (rođena 1976.), slikarica
- Zdenka Pozaić (rođena 1940.), slikarica
- Zora Preradović (1867. – 1927.), slikarica
- Ksenija Puškarić (rođena 1979.), slikarica

## R
- Tatjana Radovanović (rođena 1933.), slikarica
- Slava Raškaj (1877. – 1906.), slikarica
- Katja Restović (rođena 1964.)
- Nasta Rojc (1883. – 1964.), slikarica

## S
- Zdenka Sertić (1899. – 1986.), slikarica
- Zorka Sever (1894. – 1973.), slikarica
- Stella Skopal (1904. – 1992.), kiparica
- Karina Sladović (rođena 1965.), slikarica
- Julija Stapić-Katić, slikarica

## Š
- Vesna Šantak (rođena 1969.), slikarica i kiparica
- Mara Šarić (1861. – 1917.), slikarica
- Nena Šešić-Fišer, slikarica
- Petra Lidia Ševeljević (rođena 1976.), slikarica
- Melita Šojat-Bošnjak (1917. – 2009.), slikarica

## T
- Shosha Talik (rođena 1938.), slikarica
- Ivana Tomljenović-Meller (1906. – 1988.)
- Ruža Tumbas (rođena 1929.), slikarica
- Vanja Tumpić (rođena 1972.)

## U
- Helena Uhlik-Horvat (1920. – 2007.)
- Marija Ujević-Galetović (rođena 1933.), kiparica

## V
- Roberta Vilić (rođena 1971.), slikarica
- Vera Vladen (1921. – 2006.), slikarica
- Anica Vranković (1939. – 1982.), slikarica

## W
- Mila Wod (1888. – 1968.), kiparica

## Z
- Đurđena Zaluški-Haramija (19289. – 2008.), slikarica
- Nada Zec Ivanović (rođena 1965.), slikarica
- Blaženka Zvonković (rođena 1970.), slikarica